# Filz (Eifel)
Filz ist eine Ortsgemeinde im Landkreis Cochem-Zell in Rheinland-Pfalz. Sie gehört der Verbandsgemeinde Ulmen an.

## Geographische Lage
Der Ort liegt südlich von Ulmen und östlich von Daun in der Vulkaneifel.

## Geschichte
Filz gehörte zusammen mit Wagenhausen, Winkel und Wollmerath zur Herrschaft Wollmerath, die ein Erblehen der Grafen zu Wied war und unter der Landeshoheit von Kurtrier stand. Die letzten Herren von Wollmerath waren seit 1701 die Freiherren von Breiten-Landenberg.
Mit der Besetzung des Linken Rheinufers 1794 durch französische Revolutionstruppen endete die Herrschaft Kurtriers. 1815 wurde der Ort auf dem Wiener Kongress dem Königreich Preußen zugesprochen. Seit 1946 ist der Ort Teil des damals neu gebildeten Landes Rheinland-Pfalz.

## Politik

### Gemeinderat
Der Gemeinderat in Filz besteht aus sechs Ratsmitgliedern, die bei der Kommunalwahl am 9. Juni 2024 in einer Mehrheitswahl gewählt wurden, und der ehrenamtlichen Ortsbürgermeisterin als Vorsitzender.

### Bürgermeister
Elfriede Schäfer wurde am 3. Juli 2024 Ortsbürgermeisterin von Filz. Da bei der Direktwahl am 9. Juni 2024 kein Wahlvorschlag eingereicht wurde, oblag die Neuwahl gemäß rheinland-pfälzischer Gemeindeordnung dem Rat, der sich mehrheitlich für Elfriede Schäfer entschied.
Schäfers Vorgänger Helmut Römer hatte das Ehrenamt zwei Amtszeiten inne.